# 629
629 (DCXXIX) var ett normalår som började en söndag i den julianska kalendern.

## Händelser

### September
- September – Jerusalem erövras av det Bysantinska riket.

### Okänt datum
- Dagobert I blir frankisk kung.
- Muslimerna genomför sin första expeditionen utanför Arabiska halvön, men den slås ner innan de har lyckats erövra något land öster om floden Jordan.

## Födda
- Kim Inmun, aristokrat, vetenskapsman och tjänsteman i Silla.

## Avlidna
- 18 oktober – Chlothar II, frankisk kung av Neustrien 584–613, av Paris 596–613, av Frankerriket 613–623 samt av Neustrien och Burgund sedan 623